# 洛宏·康鐵
洛宏·康鐵（法語：Laurent Cantet，發音：[lɔʁɑ̃ kɑ̃tɛ]，1961年4月11日—2024年4月25日），法國導演，生於法國德塞夫勒省的梅勒（Melle），曾就讀法國高級電影研究學院。2008年電影《圍牆之間》獲得第61屆坎城影展金棕櫚獎、凱撒電影獎。

## 經歷
康鐵出生於法國西部德塞夫爾省梅勒鎮，1986年，康鐵從高級電影研究學院畢業後，便開始在電視上製作紀錄片。並自期間成為馬塞爾·奧菲爾斯的助理導演，隨後他製作了幾部短片，並於1999年以《人力資源》進行首部執導長片。這部作品使他獲得了凯撒奖的新銳導演獎。
2001年，他推出了第二部作品《行事曆》，該片在威尼斯國際電影節上放映。2005年，他的第三部作品《南方失樂園》也被提交至該電影節的競賽單元。
2008年，他的第四部作品《墙壁之间》入選第61届戛纳电影节競賽單元。這部作品以紀錄片風格描繪法國中學教育現場獲得高度評價，並榮獲金棕櫚獎，這是法國電影自《在撒旦的陽光下》以來21年來首次獲得該獎項。評審主席肖恩·潘稱其為「評審團全體一致決定的」。此外，該片被選為第81屆奧斯卡金像獎最佳外語片的法國代表之一，並入圍候選名單。
2024年4月25日，康鐵因病去世，享年63歲。

## 作品

### 執導作品
長片
- 2000年：《人力資源（英语：Human_Resources_(film)）》
- 2001年：《行事曆（英语：Time_Out_(2001_film)）》
- 2005年：《南方失樂園（英语：Heading South）》
- 2008年：《圍牆之間》
- 2012年：《七日哈瓦那（英语：7 Days in Havana）》[9]
- 2012年：《狐火：童黨的自白（英语：Foxfire: Confessions of a Girl Gang (film)）》
- 2014年：《返回伊薩卡（英语：Return to Ithaca）》
- 2017年：《小鬼作家養成班（英语：the Workshop (film)）》[10]
- 2021年：《亞瑟·蘭博（英语：Arthur Rambo）》[11]

電視電影
- 1997年 :《嗜血成性（英语：Les_Sanguinaires）》

短片
- 1994年：《全部來鬥陣》（Tous à la manif）
- 1995年：《海灘遊戲》（Jeux de plage）

助理導演：
- 1994年：《緊張夜晚》（Veillées d'armes）

## 相關連結
- 洛宏·康鐵在互联网电影资料库（IMDb）上的資料（英文）
- 洛宏·康鐵在豆瓣上的资料（简体中文）